# Nobuo Kawakami
Nobuo Kawakami (født 4. oktober 1947) er en japansk fodboldspiller.

## Japans fodboldlandshold
| Japans landshold | Japans landshold | Japans landshold |
| År               | Kmp              | Mål              |
| ---------------- | ---------------- | ---------------- |
| 1970             | 4                | 0                |
| 1971             | 1                | 0                |
| 1972             | 8                | 0                |
| 1973             | 5                | 0                |
| 1974             | 5                | 0                |
| 1975             | 9                | 0                |
| 1976             | 8                | 0                |
| 1977             | 1                | 0                |
| Total            | 41               | 0                |